# Trigon (DC Comics)
Trigon è un personaggio immaginario dei fumetti della DC Comics. La sua prima apparizione risale al febbraio 1981 in Giovani Titani n. 2.

## Biografia
Un demone puramente malvagio di origine inter-dimensionale, Trigon fu il risultato dell'accoppiamento tra un membro femminile di una setta mistica e il dio che adoravano. Un effetto collaterale di questo accoppiamento fu che il bambino aveva assorbito l'energia malvagia degli abitanti di Azarath, che lo formarono a loro immagine. Alla nascita, Trigon uccise tutti intorno a lui (tra cui la propria madre). All'età di sei anni, distrusse un intero pianeta e all'età di trent'anni, aveva preso il dominio di milioni di mondi nella sua dimensione.
Arella era una donna depressa che aveva deciso di unirsi a una setta conosciuta come la Chiesa del Sangue, che stava cercando di uccidere Trigon. Quando fu eseguito il rituale, Trigon, trasformato in uomo, emerse e sposò Arella. Presto Arella scoprì la vera natura di Trigon. Quando questo la lasciò, Arella era sull'orlo del suicidio quando venne trovata da un culto extra-dimensionale e portata a Azarath, dove diede alla luce la figlia concepita dall'unione con Trigon, Raven. Raven fu portata a "controllare le sue emozioni", al fine di reprimere e controllare i poteri demoniaci che aveva ereditato da Trigon. Durante questo periodo, Trigon era a conoscenza dell'esistenza di sua figlia, ma interferì di rado nella sua vita ad eccezione di quando un monaco rinnegato dal culto, tentò di lanciare Raven in un'altra dimensione ma Trigon lo trovò e lo uccise in tempo salvando sua figlia.
Raven, apprese le intenzioni di Trigon di conquistare la terra, promise di fermarlo; inizialmente si avvicinò alla Justice League, ma venne da questa respinta su consiglio di Zatanna, che sentiva la sua origine demoniaca. In preda alla disperazione, Raven riformò i Giovani Titani con diversi nuovi membri al fine di combattere il padre. Il team fu finalmente in grado di sconfiggere Trigon e sigillarlo in una prigione interdimensionale. Tuttavia, Raven dovette ancora combattere l'influenza del padre, che non era stato completamente distrutto. Trigon alla fine fuggì e venne sulla Terra, prendendo il controllo di Raven e distruggendo Azarath nel processo. I Titani si riunirono e cercarono di combattere Trigon, ma vennero contaminati dalla sua influenza demoniaca e furono costretti ad uccidere Raven; questo permise alle anime di Azarath di possederla e di utilizzarla per uccidere Trigon - la possessione demoniaca aveva concepito un piano per sconfiggere il demone - e liberarla dall'influenza negativa del padre. Anche dopo la morte di Trigon, i suoi seguaci (guidati da Brother Blood) hanno cercato di rianimarlo più volte.

## Poteri e abilità
Trigon ha forza, resistenza, velocità e agilità sovrumane tanto da poter sconfiggere senza sforzo personaggi del calibro di Darkseid e Ares, almeno sul piano fisico. Eccellente esperto nell'uso della magia e considerato uno dei più abili maghi esistenti, Trigon si è spesso fatto addestrare dal Dottor Fate per incrementare ulteriormente le sue abilità magiche e grazie a lui, oltre alla magia nera, è in grado di utilizzare in minima parte anche la magia bianca. 
I suoi 2 (in seguito 4) occhi aggiuntivi sono in grado di vedere nel futuro e fino ad un certo punto sono considerati onniscienti. In qualità di demone, Trigon domina il fuoco infernale e ha un controllo talmente elevato da poter danneggiare Mister Mxyzptlk.  Infine, in qualità di signore assoluto dei demoni, Trigon ha il controllo totale di essi.

## Altri media

### Cinema
- Trigon compare per la prima volta come antagonista principale nel film d'animazione Justice League vs. Teen Titans e ricompare come uno degli antagonisti nel film d'animazione Justice League Dark: Apokolips War (settimo e sedicesimo capitolo del DC Animated Movie Universe). Nel lungometraggio si scopre di aver avvertito la figlia Raven che, nello stesso istante in cui si sarebbe nuovamente liberato, la prima cosa che avrebbe fatto sarebbe stata uccidere Damian Wayne, di cui lei è innamorata, spingendola quindi ad allontanare da sé il ragazzo. Quando nel frattempo la Terra è stata conquistata da Darkseid e la gran parte degli eroi è stata sconfitta o sottomessa, i membri rimasti della Justice League, dei Teen Titans e della Squadra Suicida elaborano un piano per raggiungere il pianeta infernale Apokolips e sconfiggere Darkseid ma, quando esso fallisce, John Constantine prova a sconfiggere il nemico liberando Trigon. Prima possedendo Superman e poi combattendo nella propria vera forma fisica, il satanico demone sprigiona tutta la sua potenza, talmente elevata da mettere in seria difficoltà persino il malvagio tiranno di Apokolips, con cui alla fine muore quando Cyborg avvolge l'intero pianeta Apokolips con un buco nero.
- Le due versioni di Trigon appaiono come antagonisti principali nel film d'animazione crossover Teen Titans Go! Vs. Teen Titans.

### Televisione
- Trigon appare come antagonista principale nella quarta stagione della serie animata Teen Titans.
- Il personaggio appare nel cortometraggio New Teen Titans.
- Trigon appare nella serie animata comica e demenziale Teen Titans Go!.
- Il personaggio appare anche nella serie animata DC Super Hero Girls.
- Trigon appare come antagonista principale nella serie televisiva Titans, interpretato da Seamus Dever.